# Clara López Obregón

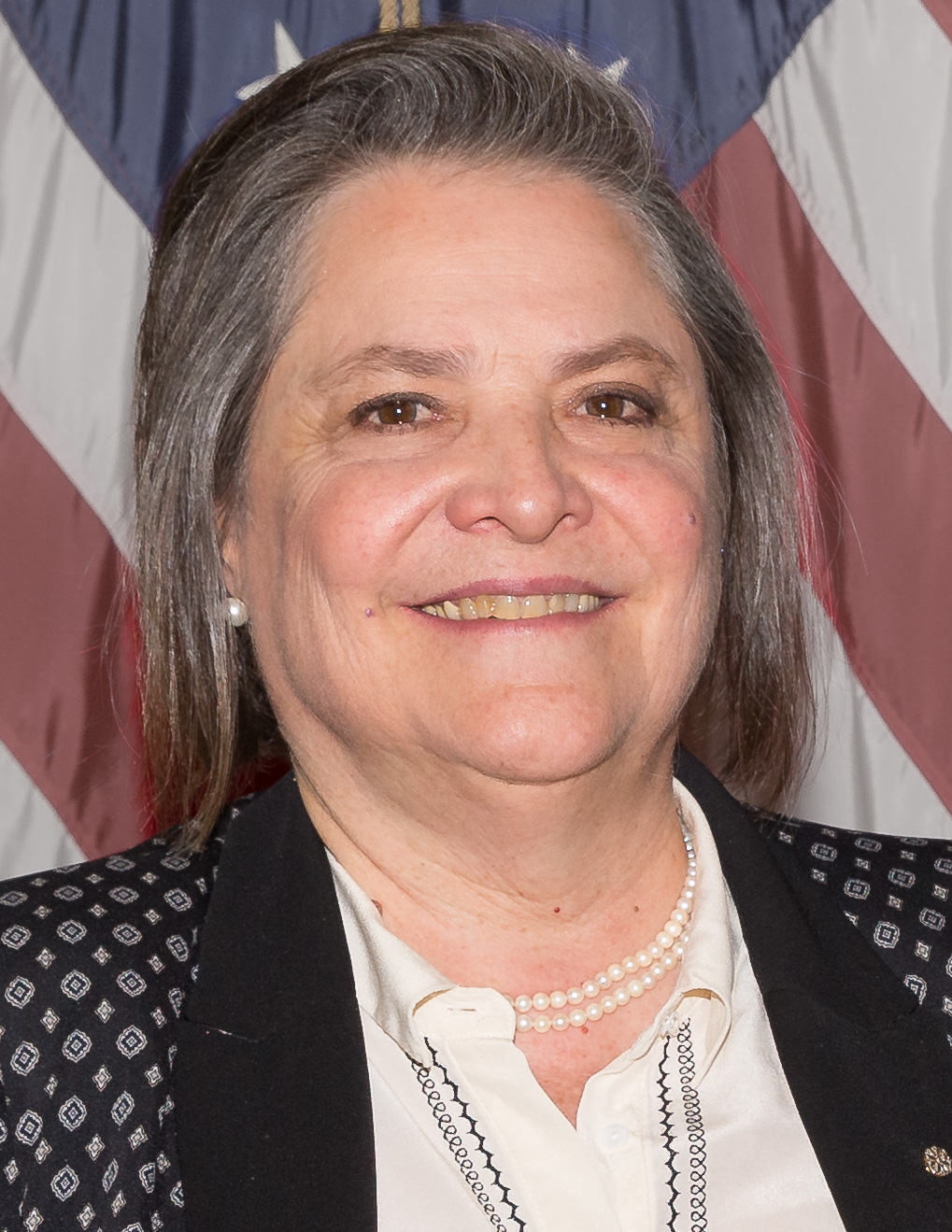
Clara Lopez (2016)

Clara Eugenia López Obregón (* 12. April 1950 in Bogotá) ist eine kolumbianische Wirtschaftswissenschaftlerin, Juristin und Politikerin. Seit Juli 2022 ist sie Senatorin der Republik und vertritt den Historischen Pakt. Sie war von April 2016 bis Mai 2017 Ministerin für Arbeit.

## Werdegang
López besuchte die Privatschule Colegio Nueva Granada in Bogotá sowie die Madeira School im US-amerikanischen McLean, bevor sie zwischen 1968 und 1972 Wirtschaftswissenschaft an der Harvard University studierte. 
Nach ihrer Rückkehr nach Kolumbien 1974 arbeitete López unter der Regierung ihres Onkels Alfonso López Michelsen im Wirtschaftsministerium. 1979 kam es zum Bruch mit der Partido Liberal Colombiano, sie gehörte anschließend zu den Gründungsmitgliedern von Nuevo Liberalismo. Zwischen 1984 und 1986 saß sie als Abgeordnete im Stadtparlament von Bogotá. Anschließend kam es erneut zur Wende, als sie zur sozialistischen Unión Patriótica übertrat und den 1987 ermordeten Jaime Pardo Leal als Präsidentschaftskandidat unterstützte. 1988 bewarb sie sich um das Amt des Bürgermeisters von Bogotá, unterlag jedoch dem als konservativen Kandidaten antretenden Sohn des vormaligen Präsidenten Misael Pastrana Andrés Pastrana Arango. Anschließend widmete sie sich erneut der wissenschaftlichen Arbeit und studierte Rechtswissenschaft an der Universidad de los Andes sowie der Universität Salamanca. 
2005 strengte López nach einer Aussage des Paramilitärs Salvatore Mancuso von der Autodefensas Unidas de Colombia, man kontrolliere mehr als ein Drittel des Parlaments, vor dem Verfassungsgerichtshof von Kolumbien ein Verfahren wegen der möglichen Unterwanderung des kolumbianischen Staates durch illegale bewaffnete Organisationen der extremen Rechten an. In der Folge kehrte sie für die Polo Democrático Alternativo in die Politik zurück, verpasste bei der Parlamentswahl in Kolumbien 2006 jedoch den Einzug als Abgeordnete. 2007 wurde Samuel Moreno Rojas Bürgermeister von Bogotá, den sie als Stadtsekretärin unterstützte. Bei der Präsidentschaftswahl 2010 trat sie als Kandidatin für die Vizepräsidentschaft mit Gustavo Petro an, mit knapp über 9 % verpasste das Duo als Viertplatzierte die Stichwahl. Anschließend übernahm sie von Jaime Dussán Calderón den Parteivorsitz, pausierte aber während ihrer Amtszeit als Bürgermeisterin von Bogotá zwischen 2011 und 2012. 
López wurde am 25. April 2016 von Präsident Juan Manuel Santos als Nachfolgerin von Luis Eduardo Garzón zur Arbeitsministerin ernannt. Am 5. Mai 2017 reichte sie ihren Rücktritt ein, um an der Präsidentschaftswahl 2018 teilzunehmen. Der Präsident nahm ihren Rücktritt an und ernannte Griselda Restrepo zur Nachfolgerin.
Bei der Parlamentswahl 2022 wurde López als Kandidatin des Bündnisses Pacto Histórico in den Senat gewählt.
1980 heiratete López den bei Morgan Stanley tätigen kanadischen Bankier Edmond Jacques Courtois Miller. Nach dessen Verurteilung wegen Insiderhandels 1983 ließen sie sich scheiden. Später heiratete sie den Politiker Carlos Romero.